# 希西家蓄水池

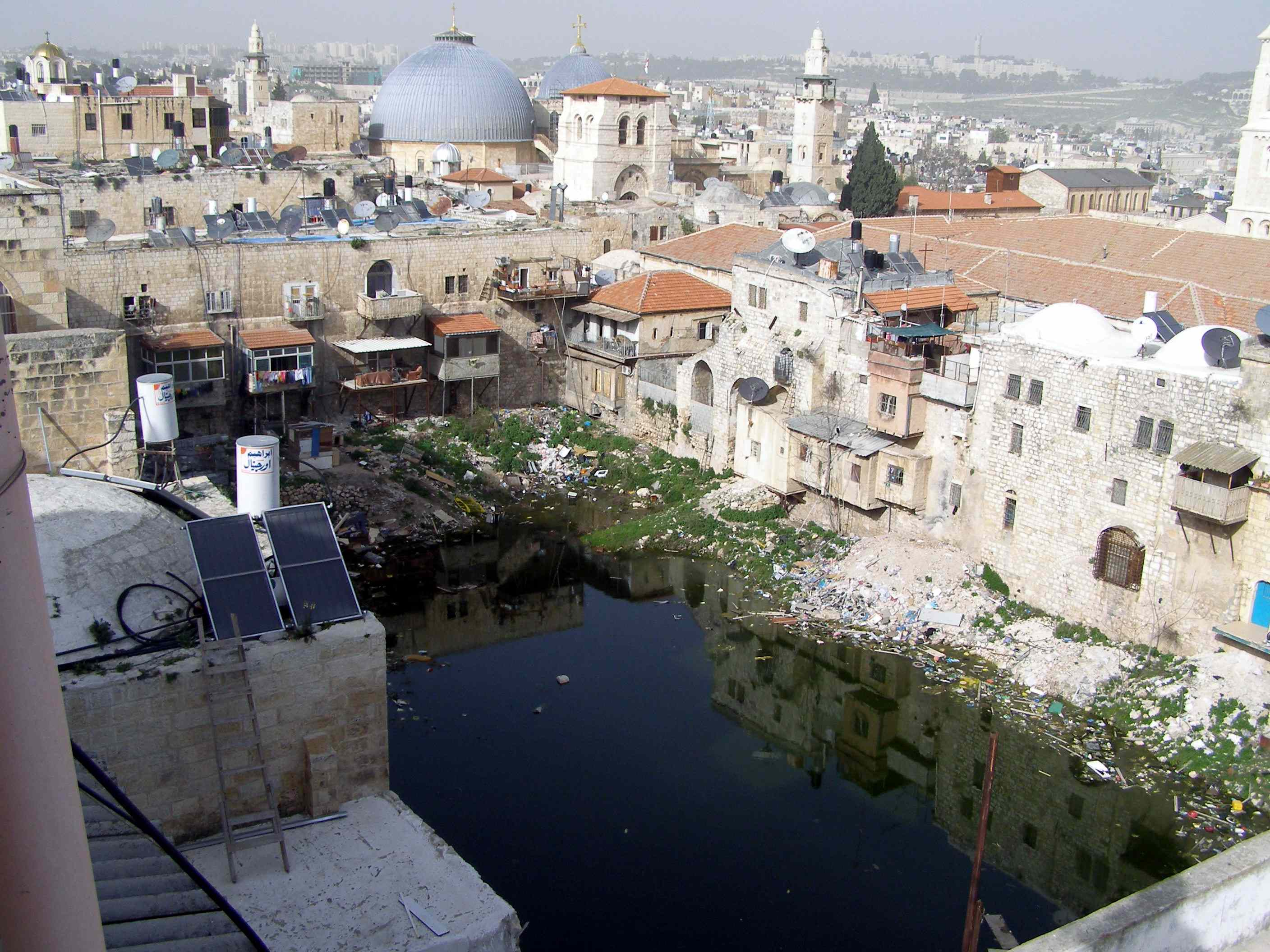
2010年的希西家蓄水池

31°46′37.83″N 35°13′44.79″E / 31.7771750°N 35.2291083°E
希西家蓄水池（希伯來語：בריכת חזקיהו）是耶路撒冷舊城基督徒區的一個蓄水池，也是耶路撒冷古代水利工程的一部分。希西家蓄水池據信是《列王記》中提到的上水池，由希西家建造。希西家蓄水池和瑪米拉蓄水池連接，相連兩者的管道仍部分存在。